# Bacillus anthracis

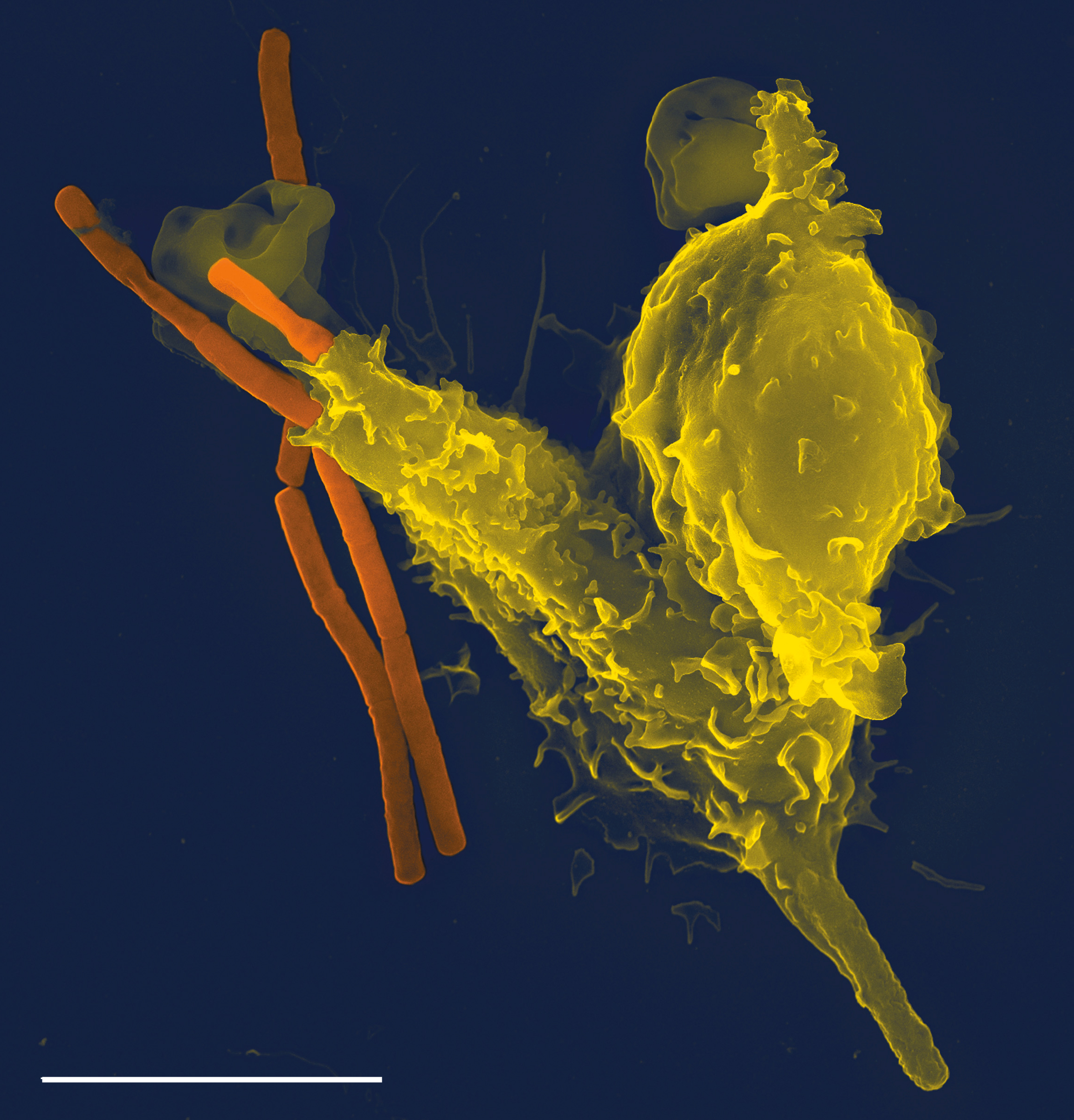
Microscopische opname van een neutrofiele granulocyt (geel) die Bacillus anthracis (oranje) opslokt

Bacillus anthracis is een grampositieve, obligaat aerobe, staafvormige bacterie. Bacillus anthracis is de verwekker van de ziekte miltvuur (antrax). Een van de ziekteverschijnselen is een opgezwollen en ontstoken milt (vandaar de naam) die kan leiden tot de dood.
Bacillus anthracis valt onder pathogeniteitsklasse 3. Tijdens werkzaamheden worden handschoenen gedragen. Al het gebruikte materiaal wordt direct gesteriliseerd.
Na de besmetting op de huid ontstaat een pijnloos en jeukend plekje dat later een blaar of wond wordt. Nadat de sporen van deze bacterie via de lymfvaten in de bloedbaan komen scheidt Bacillus anthracis twee toxines uit. Tijdens de incubatieperiode probeert de milt de bacterie te vernietigen maar de bacterie vermenigvuldigt zich te snel. Op den duur beschadigingen de twee toxines de bloedvaten waardoor ernstige inwendige bloedingen kunnen ontstaan.

## Verspreidingsweg
Bacillus anthracis komt voor in de grond en kan zeer lang bewaard blijven. Miltvuur, de ziekte die Bacillus anthracis veroorzaakt, komt vooral voor bij dieren. De ziekte is zeer zeldzaam in West-Europa, maar komt wel regelmatig voor in Oost-Europa, het Middellandse Zeegebied, de Verenigde Staten, Australië en Canada. In andere landen, zoals Afrika, Zuid-Amerika en Azië, komt besmetting vaker voor.
Mensen kunnen besmet raken wanneer de sporen bijvoorbeeld worden gegeten door een koe en in de maag van de koe terechtkomen. In de maag van de koe kunnen de cellen actief worden en zich gaan vermeerderen. De koe raakt besmet. Door bijvoorbeeld het eten van vlees van de koe kan de mens besmet raken.
Besmetting met Bacillus anthracis kan dus komen door het eten van besmet vlees, wanneer het vlees niet voldoende verhit is. Ook kan besmetting plaatsvinden op de huid, daar waar de huid beschadigd is. Dit kan komen door direct huidcontact met besmette dieren. De meest voorkomende plekken zijn de handen, gezicht, nek. Door het inhaleren van de sporen van Bacillus anthracis kan er ook besmetting plaatsvinden. Mensen die met besmette dieren (zoals dierenartsen en veehouders) of besmet dierlijk materiaal (werknemers in slachthuizen en leer/wol fabrieken) werken hebben een hoger risico op besmetting met Bacillus anthracis.

## Behandeling
Bijna alle stammen van Bacillus anthracis zijn gevoelig voor een antibioticakuur. Het antibioticum penicilline, bijvoorbeeld, vernietigt bacteriën door een aanval te doen op hun peptidoglycaanlaag. Hierdoor wordt de cel makkelijker weggewerkt door het eigen immuunsysteem. Wanneer de betreffende stam resistent is voor penicilline, kan gebruikgemaakt worden van ciprofloxacine, een antibioticum die dan vaak wel effect heeft. Deze behandeling werkt alleen als de infectie met Bacillus anthracis op tijd wordt gesignaleerd.

## Desinfectie
De sporen van Bacillus anthracis zijn moeilijk te signaleren want de sporen zijn geurloos, smaakloos en kleurloos. Deze sporen kunnen worden vernietigd door een hittebehandeling. Wanneer de sporen van deze bacterie worden blootgesteld aan formaldehyde van 4 procent (tijdsduur 12 uur) gaan de sporen ook dood. Door besmette oppervlakken schoon te maken met bleekmiddel (0,5% hypochlorietoplossing) worden de sporen ook gedood.

## Biologisch wapen
Vanwege de resistentie van de endosporen van Bacillus anthracis is dit een populair biologisch wapen.